# Dipseudopsis lata
Dipseudopsis lata är en nattsländeart som beskrevs av Georg Ulmer 1911. Dipseudopsis lata ingår i släktet Dipseudopsis och familjen Dipseudopsidae. Inga underarter finns listade i Catalogue of Life.